# Iuliu Hossu
Iuliu Hossu (n. 31 ianuarie 1885, Milaș, comitatul Cluj, Austro-Ungaria – d. 28 mai 1970, București, din România) a fost episcop al Episcopiei de Cluj-Gherla, deținut politic, cardinal, senator de drept în Parlamentul României, membru de onoare (din 1945) al Academiei Române. A fost beatificat de papa Francisc în anul 2019. Este sărbătorit în Biserica Română Unită cu Roma, Greco-Catolică pe data 2 iunie.

## Copilăria și studiile
Iuliu Hossu s-a născut în comuna Milașul Mare, plasa Teaca, aflată pe atunci în comitatul Cluj, din părinții Ioan, preot-paroh greco-catolic, și Victoria, născută Măriuțiu.
A început școala în satul natal, a urmat apoi gimnaziul luteran din Reghin, Liceul Romano-Catolic din Târgu Mureș (clasa a IV-a), iar clasele V-VIII la Gimnaziul Superior Greco-Catolic din Blaj. În 1904 și-a început studiile teologice, fiind trimis în scurt timp la Colegiul „De Propaganda Fide” din Roma. În 1906 a primit titlul de doctor în Filosofie, iar în 1910 cel de doctor în Teologie. În ultimul an de studii, la 27 martie 1910, a fost hirotonit preot de episcopul Vasile Hossu al Gherlei. Acesta era văr primar cu Ioan Hossu, tatăl lui Iuliu Hossu.

## Perioada 1910-1918
Începând cu anul 1910 a activat la Episcopia de Lugoj, unde a ocupat, pe rând, funcțiile de protocolist, arhivar, bibliotecar, apoi vicar și secretar al episcopului Vasile Hossu, pe care îl numea „unchiul Viluc”. Acesta se afla în relații de prietenie cu primul ministru maghiar István Tisza. În anul 1914, anul începutului Primului Război Mondial, episcopilor greco-catolici și greco-orientali li s-au cerut de către autoritățile de atunci să-și exprime fidelitatea față de Austro-Ungaria, cerând astfel românilor să nu cadă victime ale influenței panslaviste.
Iuliu Hossu a participat în luna august 1914 la colecta inițiată de Primăria Lugoj pentru ajutorarea familiilor soldaților mobilizați în Corpul VII-Timișoara al Armatei Austro-Ungare. Frații lui Iuliu Hossu, avocatul Vasile Hossu și medicul Traian Hossu, au fost mobilizați ca ofițeri austro-ungari. Al treilea frate, inginerul Ioan Hossu, a fost mobilizat ca ofițer de căi ferate în stația Oradea. Acesta a pus ulterior la dispoziție locomotiva care a transportat delegația Unirii de la Alba Iulia la București. Vărul lui Iuliu Hossu, căpitanul austro-ungar Iustin Hossu, a luptat pe frontul sârbesc și apoi a murit moarte de erou pe frontul rusesc. După aflarea veștii morții vărului său, Iuliu Hossu s-a înrolat voluntar, ca preot militar, în grad de sublocotenent, la Serviciul Spiritual al Corpului VII de Armată-Timișoara.
La începutul lunii decembrie 1914 sublocotenentul Iuliu Hossu a plecat de la Timișoara la Viena, împreună cu Infanterieregiment 64, detașat pentru paza capitalei imperiale. Acest regiment, IR 64, avea încadrați patru preoți militari ortodocși și patru greco-catolici. La Viena a acordat asistență spirituală atât militarilor care asigurau paza Palatului Schönbrunn, cât și internaților din infirmeriile pentru răniții aduși de pe fronturi.
La 3 martie 1917, pe când încă era preot militar, împăratul Carol I al Austriei l-a numit episcop în scaunul rămas vacant al Episcopiei greco-catolice de Gherla, ca urmare a decesului episcopului Vasile Hossu. Numirea a fost confirmată de papa Benedict al XV-lea în data de 17 aprilie 1917, iar hirotonirea episcopală a avut loc în data de 4 decembrie 1917.
Tot Iuliu Hossu a fost cel care a citit la 1 decembrie 1918 din însărcinarea Marelui Sfat Național Român, mulțimilor adunate la Marea Adunare Naționale de la Alba Iulia, proclamația de unire a Transilvaniei cu Regatul României. Ulterior acesta s-a îmbrățișat cu episcopul ortodox Miron Cristea (viitor patriarh al Bisericii Ortodoxe Române). Episcopii Iuliu Hossu și Miron Cristea, alături de alți doi fruntași ardeleni, Alexandru Vaida-Voievod și Vasile Goldiș, au dus la București Declarația de Unire de la Alba Iulia. Declarația a fost înmânată regelui Ferdinand I al Românilor.

## Episcop de Cluj-Gherla. Senator de drept

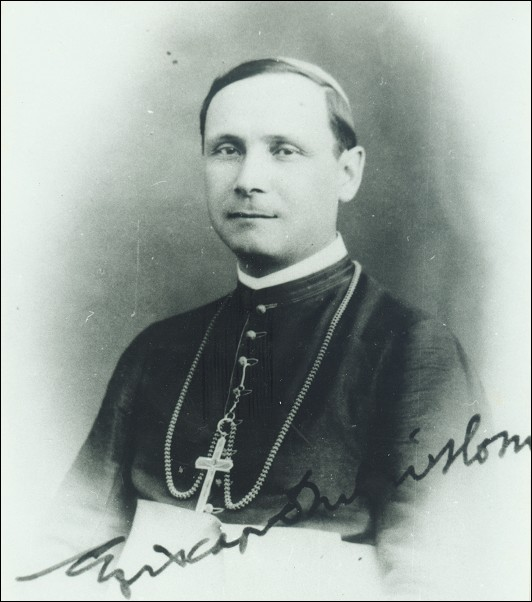
Episcopul Dr. Iuliu Hossu

În anul 1924 Episcopia de Gherla a primit, cu titlu de donație din partea Sfântului Scaun, Biserica Minoriților din Cluj. Dispunând de un astfel de edificiu reprezentativ, ridicat la rangul de catedrală, vechiul centru episcopal de la Gherla a fost mutat în orașul Cluj, numele instituției devenind Episcopia de Cluj-Gherla. Vechea Catedrală din Gherla a primit statutul de co-catedrală. În vechiul sediu episcopal, Casa Karácsonyi din Gherla (actualmente muzeu municipal), episcopul Iuliu Hossu a așezat școala greco-catolică de institutori (învățători), desființată ulterior de autoritățile comuniste. Reședința episcopală mutată la Cluj a fost stabilită în imobilul cumpărat prin efortul episcopului Iuliu Hossu de pe strada Moților nr. 26-28. Tot prin grija sa, Catedrala Schimbarea la Față din Cluj a fost prevăzută cu un iconostas.
În calitate de senator de drept în Parlamentul României Mari, episcopul Iuliu Hossu a apărat suveranitatea și integritatea țării, împotriva revizionismului vremii, precum și drepturile Bisercii Române Unite. În decembrie 1932, în cadrul unei adunări populare, la care au participat circa 30.000 de persoane, ținută în Piața Centrală a Clujului, s-a pronunțat împotriva revizuirii frontierelor de stat. A fost, de asemenea, membru de onoare al Academiei Române.

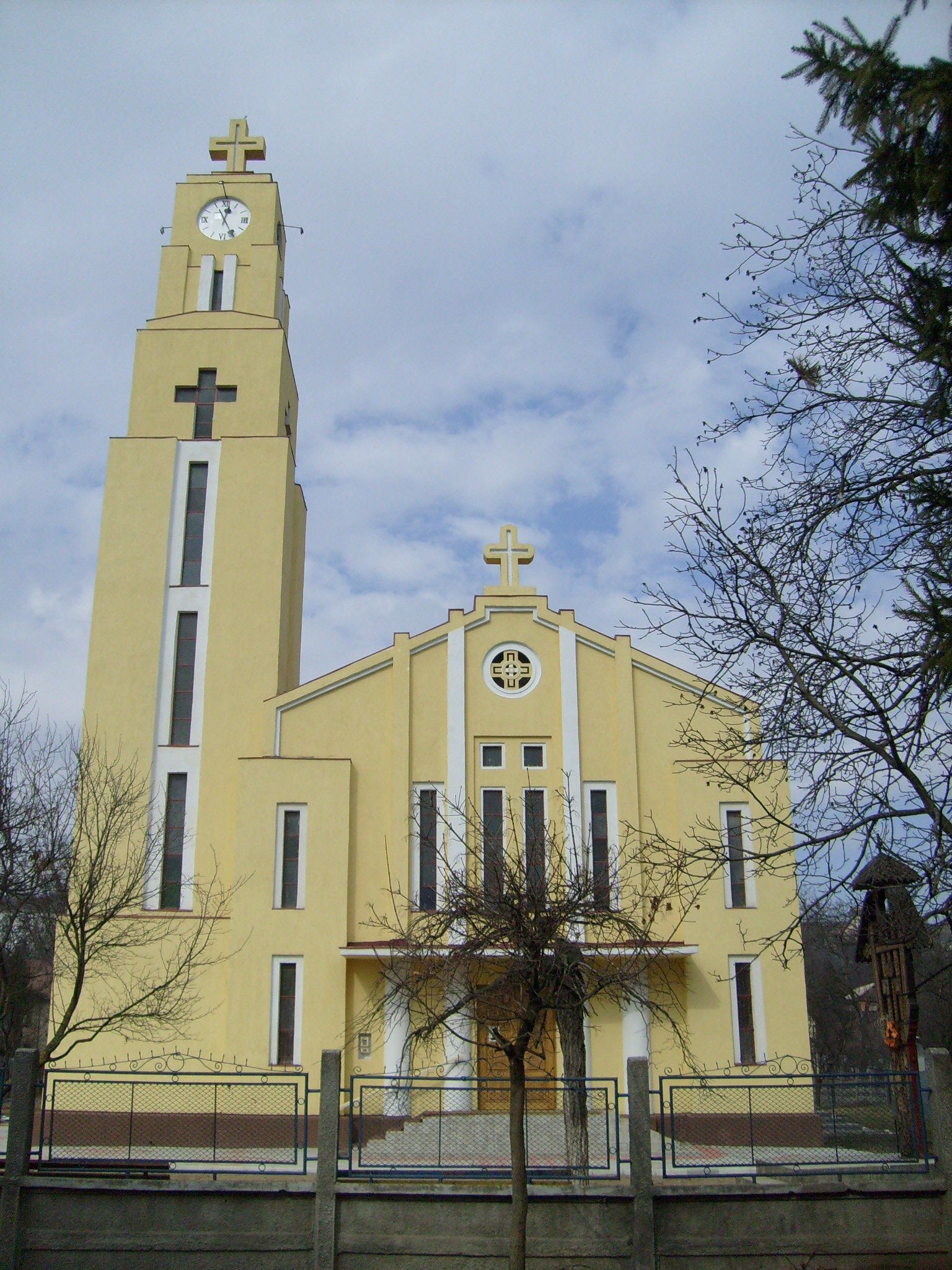
Biserica "Buna-Vestire", construită în stil Bauhaus, din cartierul clujean Iris, ctitoria episcopului Iuliu Hossu (nerestituită)

Între 1940-1944, ani în care Ardealul de Nord s-a aflat sub administrație maghiară, episcopul Iuliu Hossu a rămas la Cluj. Tot acolo s-a aflat și în perioada de început al regimului comunist (1945-1948).

## Detenția și domiciliul forțat
În data de 21 septembrie 1948 a fost primit în audiență de premierul Petru Groza, care i-a propus scaunul de mitropolit ortodox al Moldovei, care era vacant. Cei doi se cunoșteau din perioada austro-ungară, când Groza a fost avocat stagiar la Lugoj, iar Hossu era secretar episcopal tot acolo. Iuliu Hossu a refuzat propunerea și i-a cerut lui Groza să dispună repunerea în posesie asupra Academiei Teologice din Cluj.
Episcopul Hossu s-a opus trecerii forțate a credincioșilor greco-catolici la Biserica Ortodoxă Română. La 1 octombrie 1948 a dat un Decret de Excomunicare (ipso facto) a participanților la Adunarea de la Cluj, a celor 36 de preoți greco-catolici care urmau să hotărască ruperea credincioșilor greco-catolici români de Biserica Romei. La 29 octombrie 1948 a fost arestat în București, la ora unu noaptea, și dus la sediul Ministerului de Interne.
În data de 31 octombrie 1948 a fost mutat împreună cu ceilalți episcopi greco-catolici la vila patriarhală de la Dragoslavele, unde au fost ținut închiși, sub pază, în foame și frig. În data de 14 noiembrie au fost vizitați de patriarhul Iustinian Marina personal, care le-a pregătit o masă. În cadrul discuțiilor patriarhul le-a propus renunțarea la credința catolică și la legătura cu Roma. În data de 2 decembrie 1948 au fost din nou vizitați de patriarh, de această dată împreună cu episcopul vicar Teoctist Arăpașu, care le-a adus monitorul oficial în care a fost publicat decretul de desființare a Bisericii Române Unite.
Refuzând trecerea la ortodoxie, episcopul Iuliu Hossu a fost transferat mai întâi la Mănăstirea Căldărușani, iar în 1950, la penitenciarul din Sighet. În anul 1955 a fost dus la Curtea de Argeș, iar în anul 1956, la Mănăstirea Ciorogârla.
Începând cu 1955 la conducerea efectivă a Episcopiei de Cluj-Gherla s-a aflat preotul Nicolae Pura, canonic eparhial și fost rector al Academiei Teologice din Cluj.
În urma liturghiei greco-catolice celebrate în fața Bisericii Piariștilor din Cluj în 12 august 1956, cei trei episcopi uniți deținuți au fost dispersați de la Ciorogârla. Episcopul Iuliu Hossu a ajuns din nou la Mănăstirea Căldărușani, unde a stat cu domiciliu obligatoriu până la sfârșitul vieții. La 28 aprilie 1969 a fost creat cardinal in pectore de către papa Paul al VI-lea deoarece, din cauza regimului comunist din acea vreme, o astfel de titulatură, făcută publică, i-ar fi adus și mai multe neajunsuri. La 5 martie 1973, după decesul lui Hossu, Suveranul Pontif de la Roma a dezvăluit faptul că episcopul Iuliu Hossu fusese numit cardinal în anul 1969.
În timpul de domiciliu forțat la mănăstirea Ciorogârla, Iuliu Hossu a fost vizitat periodic de ierarhi ortodocși, între care Justinian Marina, Teoctist Arăpașu și Gherasim Cristea. Conform memoriilor preotului greco-catolic Ioan Mitrofan, între cei care l-au vizitat pe cardinalul Iuliu Hossu la Căldărușani s-a numărat și Andrei Andreicuț.

## Înregistrarea rezoluțiunii de la Alba Iulia
În data de 14 septembrie 1969 preotul Emil Riti s-a strecurat în camera episcopului Hossu de la Mănăstirea Căldărușani, unde l-a înregistrat pe episcopul Iuliu Hossu recitind rezoluțiunea de unire de la Alba Iulia. În anul 1976 Riti a reușit să ducă înregistrarea respectivă la München, unde a ajuns prin intermediul lui Ion Ioanid și a lui Vasile Zăpârțan la postul de radio Europa Liberă. Cu aceeași ocazie episcopul Iuliu l-ar fi numit pe Emil Riti drept succesor al său la conducerea Episcopiei de Cluj-Gherla. Această numire a fost ulterior ignorată de mitropolitul Alexandru Todea.

## Sfârșitul vieții

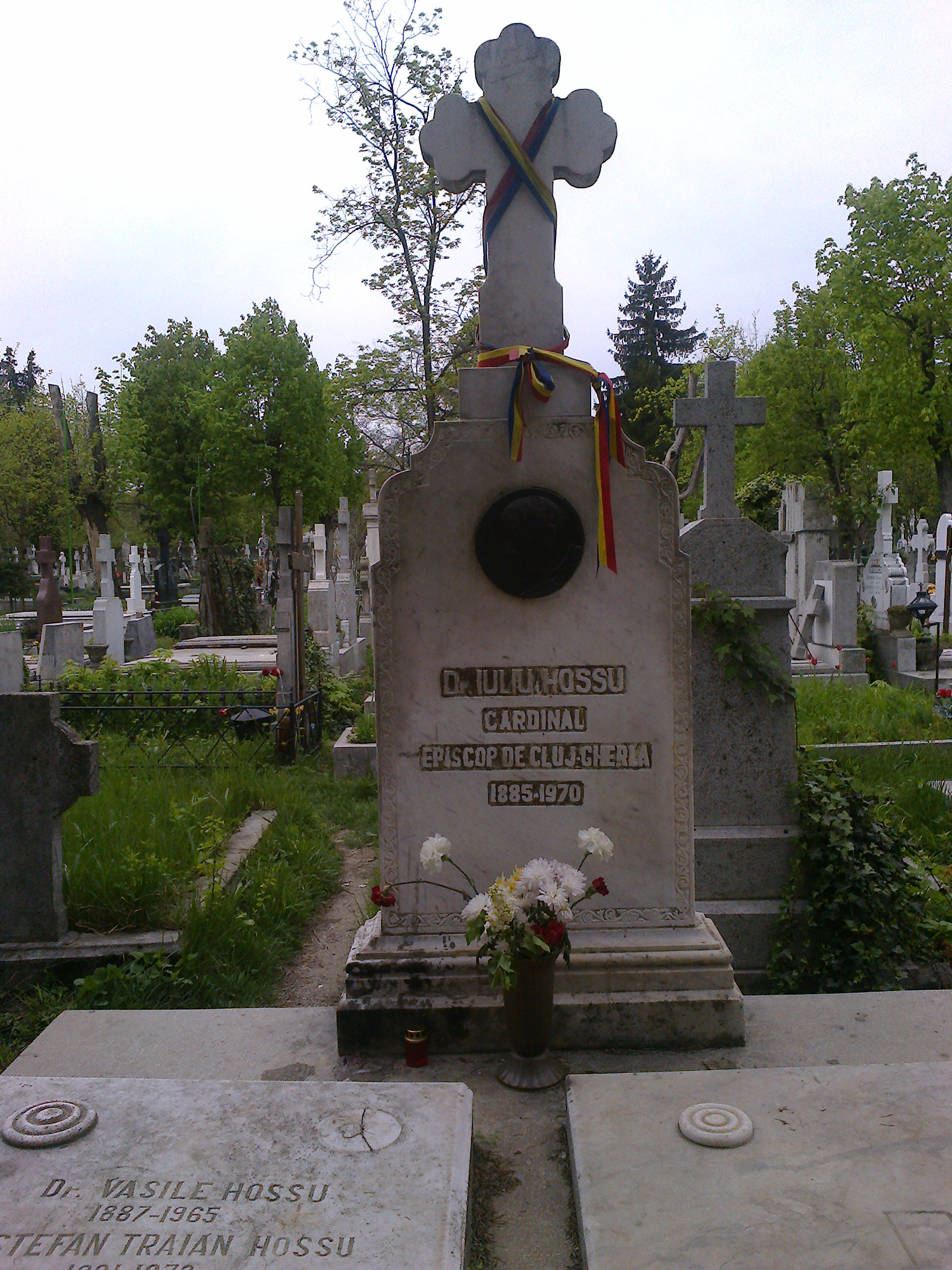
Mormântul actual din Cimitirul Bellu Catolic, București

Cardinalul Hossu a murit în 28 mai 1970, la Spitalul Colentina din București. La căpătâiul său s-a aflat episcopul Alexandru Todea. A fost înmormântat în Cimitirul Bellu catolic. În data de 7 decembrie 1982 osemintele sale au fost mutate din mormântul inițial în actualul mormânt. Mutarea a generat un conflict între monseniorul Francisc Augustin, conducătorul de facto al Arhidiecezei de București, pe de o parte și familia Hossu, respectiv episcopii clandestini Ioan Dragomir și Alexandru Todea, pe de altă parte.

## Posteritatea
Dintre secretarii săi, Ioan Cherteș a fost vicar general al Episcopiei de Cluj-Gherla, deținut politic, apoi episcop auxiliar și arhiepiscop "ad personam"; Pompeiu Onofreiu a fost protopop greco-catolic al Sibiului, apoi deținut politic, prelat papal; Vasile Visarion Aștileanu, odată cu trecerea la cultul ortodox a ajuns episcop ortodox la Arad, sub numele de Visarion;  ieromonahul OSBM (Ordinul Sfântului Vasile cel Mare) Silvestru Augustin Prunduș, deținut politic, ajuns ordinarius (conducător interimar) în clandestinitate a Episcopiei greco-catolice de Cluj-Gherla și Superiorul (protoegumen) călugărilor bazilieni (OSBM) din România; Alexandru Nicula, deținut politic, protopop onorar al Dejului și prelat papal.

## Beatificarea
În data de 19 martie 2019 papa Francisc a autorizat Congregația pentru Cauzele Sfinților să promulge decretul de recunoaștere a martiriului episcopilor greco-catolici români Valeriu Traian Frențiu, Vasile Aftenie, Ioan Suciu, Tit Liviu Chinezu, Ioan Bălan, Alexandru Rusu și Iuliu Hossu, „uciși din ură față de credință în diverse locuri din România între 1950 și 1970”, deschizându-se calea pentru beatificarea acestora.
Papa Francisc a oficiat slujba beatificării sale în data de 2 iunie 2019, pe Câmpia Libertății din Blaj.

## Numismatică
Banca Națională a României a pus în circulație, la 2 martie 2015, în atenția numismaților, o monedă de argint, având valoarea nominală de 10 lei, la împlinirea „a 130 de ani de la nașterea lui Iuliu Hossu”. 
Moneda este rotundă, are diametrul de 37 mm, greutatea de 31,103 g, iar cantul este zimțat. Întregul tiraj de 250 de exemplare a fost emis de calitate proof.Titlul aliajului monedei este de 999‰ argint. 
Fiecare exemplar, ambalat în câte o capsulă de metacrilat transparent, este însoțit de un certificat de autenticitate și de o prezentare succintă în limbile română, engleză și franceză a vieții și activității cardinalului.
Cu prilejul Centenarului Unirii Transilvaniei cu România, la 26 noiembrie 2018, Banca Națională a României a pus în circulație, în atenția numismaților, un set de monede; pe aversul fiecăreia dintre monedele din set sunt gravate o prelucrare a unei fotografii de Samoilă Mârza, textele (în arc de cerc) ROMANIA și MAREA ADUNARE DE LA ALBA IULIA, valoarea nominală, stema României și milesimul (anul de emisiune) 2018. Pe reversul fiecărei monede sunt gravate efigiile lui Ștefan Cicio Pop, George Pop de Băsești, Iuliu Maniu, Vasile Goldiș și Iuliu Hossu. Monedele de aur au valoarea nominală de 500 de lei (200 de exemplare), monedele de argint au valoarea nominală de 10 lei (200 de exemplare), iar cele de metal comun au valoarea nominală de 50 de bani (5.000 de exemplare), toate de calitate proof. Au fost emise, în același set de monede, 1.000.000 de monede de metal comun de calitate UNC (necirculate).